# Torres de la Alameda
Torres de la Alameda är en kommun i Spanien. Den ligger i den autonoma regionen Madrid, i den centrala delen av landet, 28 km öster om huvudstaden Madrid. Antalet invånare är 7 758 (2024).